# 西埃拉斯凱帕克 (加利福尼亞州)
謝拉斯凱公園（英語：Sierra Sky Park）是位於美國加利福尼亞州弗雷斯諾縣的一個非建制地區。該地的面積和人口皆未知。

## 地理
謝拉斯凱公園的座標為36°50′32″N 119°51′57″W / 36.84222°N 119.86583°W，而該地的平均海拔高度為100米（即328英尺）。